# リカルド・サモラ
リカルド・サモラ・マルティネス（Ricardo Zamora Martínez、1901年1月21日 - 1978年9月8日）は、スペイン・バルセロナ出身のサッカー選手。ポジションはGK。元スペイン代表。
レフ・ヤシンらと並び、サッカーの歴史上最高と言われるGKの一人である。愛称はエル・ディビーノ（神聖なる男）。スペインの年間最優秀ゴールキーパー賞は、彼の名前が冠せられ、サモラ賞と呼ばれている。
引退後は指導者として、古巣エスパニョールのほかアトレティコ・アビアシオン（アトレティコ・マドリード）やスペイン代表など多くのチームを率いた。
1999年、 ワールドサッカー誌の20世紀の偉大なサッカー選手100人で79位に選出された。

## 経歴

### クラブ経歴
アマチュア時代は元々FWの選手であったが、ウニベルシタリオから提示されたプロ契約はGKとしてのものだった。しかしサモラはこれを承諾し、GKとしてプロキャリアをスタートさせる。ウニベルシタリオで評価を上げたサモラは、地元のエスパニョールへ移籍し、カタルーニャ州リーグ優勝を経験する。また10代にしてスペイン代表に選出される。1919年に、同じカタルーニャを本拠地とするFCバルセロナに移籍した。
ジャック・グリーンウェルが率いた当時のバルセロナはジョゼップ・サミティエールやパウリーノ・アルカンタラら往年の名手も所属しており、1919-20シーズンからカタルーニャ州リーグ3連覇を果たした。

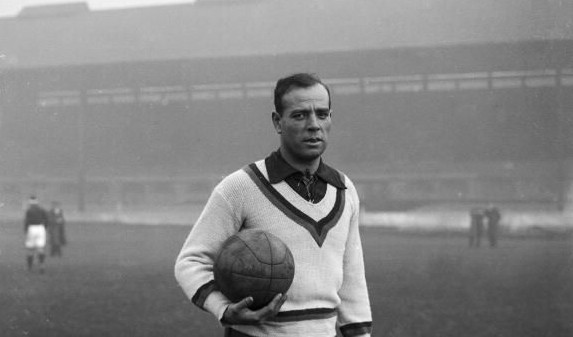
エスパニョールでプレーするサモラ

1922年にエスパニョールへ戻ると1929年にリーガ・エスパニョーラが始まり、2月2日にリーガデビューした。当時のエスパニョールはバルセロナ時代と同じくグリーンウェルが率い、サモラはリーガの初代最少失点キーパーとなった。
1930年にレアル・マドリードへ移籍。カタルーニャ州からマドリードへの移籍とあってスペインでは大きな騒ぎとなり、カタルーニャのマスコミからは裏切り者扱いを受けた。ジャシント・キンコセスやシリアコ・エラスティらも加わり、1931-32シーズンにはクラブ初のリーグ優勝に貢献した。翌シーズンはバルセロナ時代のチームメイトであったサミティエールとも再びプレーしてリーガ連覇を果たし、2シーズン連続で失点率を1未満に抑えて最少失点キーパーに選ばれた。
スペイン内戦が始まった時期には、反政府側のプロパガンダに利用されナショナリスト系の新聞が「サモラが共和主義者に殺された」と報じた。しかしサモラの死亡は事実ではなく、政府側に探し出されたサモラは投獄されてしまう。放免された後の1937年にフランスのOGCニースに移籍。翌年引退している。

### 代表経歴
1920年、ピチーチらと共にスペイン代表としてアントワープオリンピックに参加、銀メダルを獲得した。なお、同大会ではチェコスロバキアが決勝の試合中に試合を放棄したことにより2位以下の国で順位決定戦が行われ、第2試合となるイタリア戦でサモラは相手選手を殴り退場になっている。帰国の際、サモラは持ち出し限度を遥かに超えるハバナ産の葉巻を買い込んだため逮捕された。
1929年のイングランド戦では胸骨を骨折していたにもかかわらずゴールを守り続け、4-3でスペインの勝利に大きく貢献。この試合はイングランドがイギリス外の国に初めて敗れた試合となった。
また、イタリアW杯でもプレーした。スペイン代表として合計46試合に出場した。
その他、カタルーニャ代表としても13試合に出場し、パウリーノ・アルカンタラらとプレーした。

## 代表歴

### 出場大会
- スペイン代表
  - 1920年 - アントワープオリンピック (銀メダル)
  - 1924年 - パリオリンピック
  - 1934年 - 1934 FIFAワールドカップ

### 試合数
- 国際Aマッチ 46試合 0得点（1920年 - 1936年）

| スペイン代表 | 国際Aマッチ | 国際Aマッチ |
| 年           | 出場        | 得点        |
| ------------ | ----------- | ----------- |
| 1920         | 5           | 0           |
| 1921         | 2           | 0           |
| 1922         | 2           | 0           |
| 1923         | 3           | 0           |
| 1924         | 3           | 0           |
| 1925         | 5           | 0           |
| 1926         | 1           | 0           |
| 1927         | 3           | 0           |
| 1928         | 2           | 0           |
| 1929         | 3           | 0           |
| 1930         | 3           | 0           |
| 1931         | 3           | 0           |
| 1932         | 1           | 0           |
| 1933         | 4           | 0           |
| 1934         | 4           | 0           |
| 1935         | 1           | 0           |
| 1936         | 1           | 0           |
| 通算         | 46          | 0           |

## 獲得タイトル

### 選手時代
エスパニョール
- コパ・デル・レイ - 1928–29
- カタルーニャ州選手権 - 1917–18, 1928–29

FCバルセロナ
- コパ・デル・レイ - 1920, 1922
- カタルーニャ州選手権 - 1919–20, 1920–21, 1921–22

レアル・マドリード
- プリメーラ・ディビシオン - 1931-32, 1932-33
- コパ・デ・エスパーニャ - 1934, 1936

スペイン代表
- 夏季オリンピック銀メダル - 1920

カタルーニャ代表
- アストゥリアス王子杯 - 1922, 1924, 1926

### 指導者時代
アトレティコ・アビアシオン
- プリメーラ・ディビシオン - 1939-40, 1940-41

### 個人賞
- サモラ賞 - 1928-29, 1931-32, 1932-33
- FIFAワールドカップ最優秀ゴールキーパー - 1934
- IFFHS20世紀最優秀ゴールキーパー - 5th
- 20世紀の偉大なサッカー選手100人（ワールドサッカー誌） - 79th